# R.A.P. Music
R.A.P. Music è il quinto album del rapper statunitense Killer Mike, pubblicato nel 2012.
Su Metacritic ottiene un punteggio di 85/100 basato su 27 recensioni.
| Recensione      | Giudizio |
| --------------- | -------- |
| AllMusic        | [ 1 ]    |
| RapReviews      | [ 2 ]    |
| The A.V. Club   | B+       |
| XXL             | [ 4 ]    |
| Rolling Stone   | [ 5 ]    |
| Pitchfork       | [ 6 ]    |
| Spin            | [ 7 ]    |
| Chicago Tribune | [ 8 ]    |
| NME             | [ 9 ]    |
| The Irish Times | [ 10 ]   |
| Q               | [ 11 ]   |

## Tracce
Testi di Michael Render, Jaime Meline, Kevonte Campbell (tracce 1-2), Bernard Freeman (traccia 1), Clifford Harris, Jr. (traccia 1), Terrance Smith (traccia 2), Wilder Zoby (tracce 11-12).
1. Big Beast (featuring Bun B, T.I. & Trouble) – 3:54
2. UnTitolod (featuring Scar) – 3:54
3. Go! – 1:54
4. Southern Fried – 4:37
5. JoJo's Chillin – 2:57
6. Reagan – 4:10
7. Don't Die – 4:08
8. Ghetto Gospel – 4:40
9. Butane (Champion's Anthem) (featuring El-P) – 3:18
10. Anywhere But Here (featuring Emily Panic) – 3:31
11. Willie Burke Sherwood – 4:23
12. R.A.P. Music – 4:26

## Classifiche
| Classifica (2012)         | Posizione massima |
| ------------------------- | ----------------- |
| Stati Uniti               | 82                |
| US Independent Albums     | 16                |
| US Top Rap Albums         | 8                 |
| US Top R&B/Hip-Hop Albums | 12                |